# Traffic filtering
Traffic Filtering, letterlijk te vertalen als Verkeers-filtering, is een methode die wordt gebruikt om netwerken beter te beveiligen door het filteren van netwerkverkeer. Deze methode is gebaseerd op vele soorten criteria, waaronder:
- Packet Filtering: Een methode voor het verbeteren van de veiligheid van netwerken door het onderzoek van netwerkpakketjes. Dit onderzoek kan worden gedaan door routers of een firewall. Pakketten kunnen worden gefilterd op basis van hun protocol, het verzenden of ontvangen van de poort, het verzenden of ontvangen van IP-adres, of de waarde van bepaalde status bits in het pakket. Er zijn twee soorten van packet filtering: statisch en dynamisch. Dynamisch is meer flexibel en veilig als hieronder wordt beschreven.

- Bron Routing: deze methode berust op het feit dat pakketten altijd headerinformatie bevatten over de route die ze moeten nemen. Bron routing is een veiligheidskwestie wanneer een aanvaller toegang weet te krijgen tot een netwerk zonder dat een evemtuele firewall ertussen komt. Bron routing moet worden uitgeschakeld op het gebied van netwerk routers, met name op het netwerk omtrek. Hackers kunnen door andere vriendelijke doch minder beveiligde netwerken en toegang te krijgen tot een netwerk met behulp van deze methode.